# Moustafa Tajiki
Moustafa Tajiki (pers. مصطفی تاجیک; ur. 6 kwietnia 1932, w Teheranie zm. 25 czerwca 2010 tamże) – irański zapaśnik walczący w stylu wolnym. Olimpijczyk z Rzymu 1960, gdzie zajął czwarte miejsce w kategorii 67 kg.